# Józef Szyszko

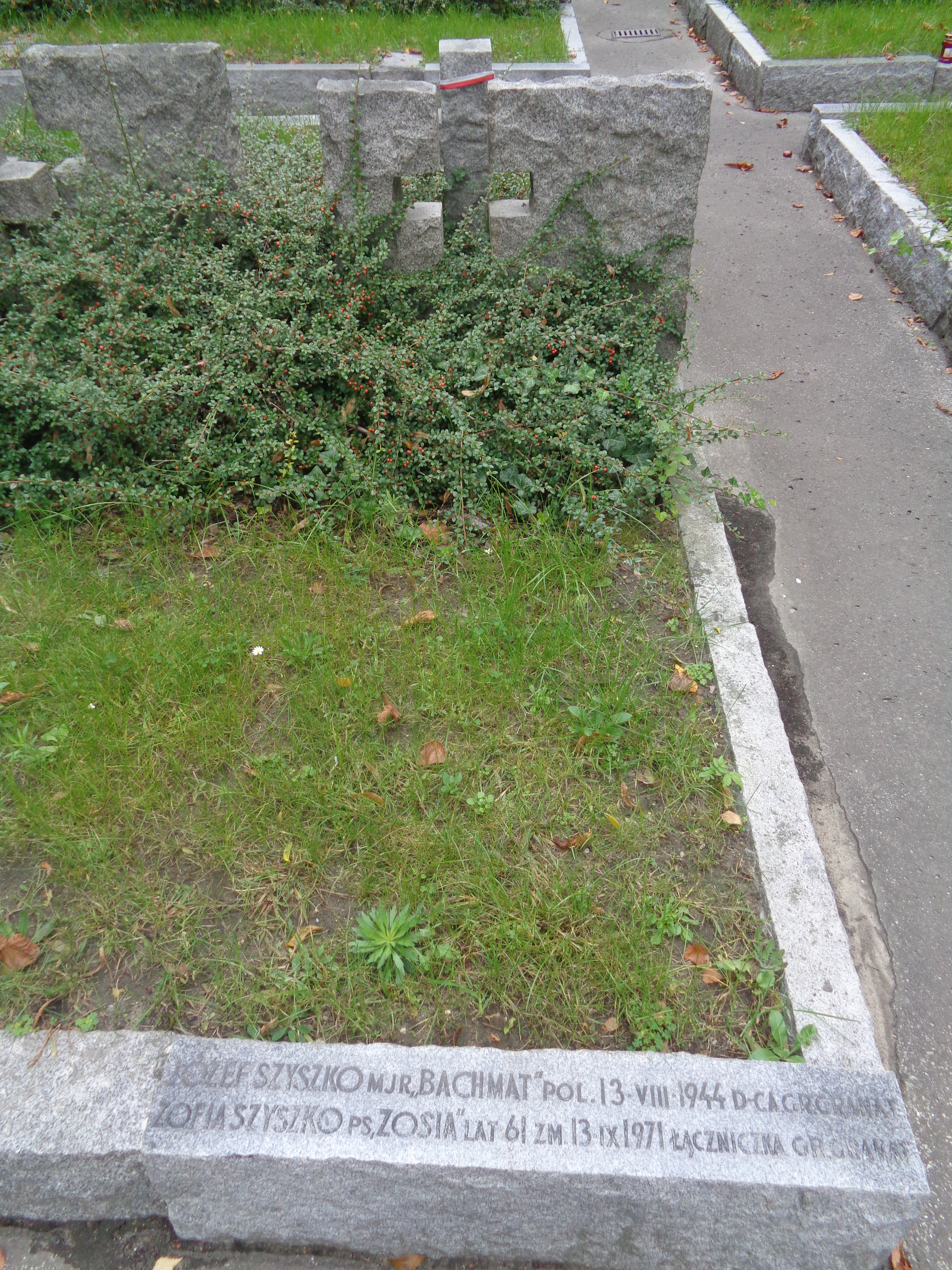
Grób Józefa Szyszki na Cmentarzu Wojskowym na Powązkach

Józef Szyszko, ps. „Bachmat” (ur. 7 października 1898 w Radomiu, zm. 13 sierpnia 1944 w Warszawie) – kapitan artylerii Wojska Polskiego i Armii Krajowej, kawaler Orderu Virtuti Militari.

## Życiorys
Urodził się w Radomiu, w rodzinie Andrzeja i Natalii z Jankowskich . Od 1918 służył w Wojsku Polskim. Od 1922 oficer 3 dywizjonu artylerii konnej. Awansowany na kapitana w 1932. W 1937 ukończył kurs dowódców CWArt. w Toruniu. Zastępca dowódcy 3 dak.
W kampanii wrześniowej zastępca, a później dowódca Ośrodka Zapasowego Artylerii we Włodawie. Po ucieczce z niewoli od 1940 w Warszawie był współorganizatorem i zastępcą samodzielnej Grupy Artyleryjskiej „Granat”, a od 1943 był jej dowódcą. Uczestnik powstania warszawskiego.
Pochowany na Cmentarzu Wojskowym na Powązkach w Warszawie (kwatera A26-12-14).
2 października 1944 został pośmiertnie mianowany majorem .

## Ordery i odznaczenia
- Krzyż Srebrny Orderu Wojskowego Virtuti Militari nr 12542 (pośmiertnie)[1]
- Srebrny Krzyż Zasługi (22 maja 1939)[3]